# Čeplje (Kočevje, Slovenija)
Čeplje je naselje u slovenskoj Općini Kočevju. Čeplje se nalazi u pokrajini Dolenjskoj i statističkoj regiji Jugoistočnoj Sloveniji. 

## Stanovništvo
Prema popisu stanovništva iz 2002. godine naselje je imalo 20 stanovnika.